# Dan Weil
Dan Weil ist ein französischer Szenenbildner.
Durch seine Zusammenarbeit mit wichtigen Regisseuren wie Luc Besson oder Ridley Scott konnte sich Weil einen Platz unter den wichtigsten internationalen Szenenbildnern erobern. Für Bessons Science-Fiction-Abenteuer Das fünfte Element wurde er 1998 mit dem César in der Kategorie Bestes Szenenbild ausgezeichnet.
Seit 2001 unterrichtet Weil an der Pariser Filmhochschule La fémis.

## Filmografie (Auswahl)
- 1988: Im Rausch der Tiefe (Le Grand bleu)
- 1990: Nikita
- 1991: Nacht ohne Ende – Hors la Vie (Hors la vie)
- 1992: IP5 – Insel der Dickhäuter (IP5 – L’Île aux pachydermes)
- 1994: Léon – Der Profi (Léon)
- 1995: Zwei Irre und ein Schwein (Les Truffes)
- 1995: Total Eclipse – Die Affäre von Rimbaud und Verlaine (Total Eclipse)
- 1997: Das fünfte Element (Le Cinquième Élément)
- 1997: Le Cousin – Gefährliches Wissen (Le Cousin)
- 1999: Meine schöne Schwiegermutter (Belle maman)
- 2000: Liebeslust und Freiheit (Le Libertin)
- 2002: Die Bourne Identität (The Bourne Identity)
- 2004: King Arthur
- 2005: Syriana
- 2006: Blood Diamond
- 2008: Defiance – Für meine Brüder, die niemals aufgaben (Defiance)
- 2014: Grace of Monaco
- 2015: Mein ein, mein alles (Mon Roi)
- 2017: Barry Seal: Only in America (American Made)